# 厄布拉恩
厄布拉恩是奥地利施蒂利亚州利岑县的一个市镇。总面积49.16平方公里，总人口1423人，人口密度28.9人/平方公里（2005年）。